# L'isola (film 1980)
L'isola (The Island) è un film del 1980 diretto da Michael Ritchie e tratto dal romanzo omonimo di Peter Benchley.

## Trama
Il giornalista Blair Maynard decide di indagare sul mistero che coinvolge la scomparsa di numerose navi nel Triangolo delle Bermuda. Partito insieme al figlio Justin i due vengono catturati da una banda di pirati.

## Incassi
Girato con un budget di 22 000 000 dollari, il film ha incassato nel solo primo weekend la cifra di 3 123 267 dollari. In totale ha incassato la cifra di 15 716 828 dollari.